# Tsegay Kebede
Tsegay Kebede, född den 15 januari 1987, är en etiopisk friidrottare som tävlar i maraton. 
Kebede deltog vid Olympiska sommarspelen 2008 i Peking där han blev bronsmedaljör. Han låg länge fyra men på upploppet kom han ifatt sin landsman Deriba Merga och spurtade in som trea.
Kebedes bästa tid på maraton är 2:05:20 som han sprang då han blev 2:a i London Marathon 2009. Han deltog senare på året vid VM i Berlin där han slutade på tredje plats. 

## Personliga rekord
- 10 km: 28:10 Bangalore 18 maj 2008
- Halvmaraton: 59:35  Ras Al Khaimah 8 februari 2008
- 25 km: 1:14:43 Beijing (Pekings Nationalstadion) 24 augusti 2008
- 30 km: 1:30:25 Amsterdam 21 oktober 2007
- Maraton: 2:05:20 London 26 april 2009